# Olé Olé (álbum)
Olé Olé es el primer álbum de estudio del grupo homónimo con Vicky Larraz como vocalista. Salió a la venta después del éxito de los sencillos «No controles» y «Dame». Vendió cerca de 100 000 copias en España.

## Historia
Olé Olé debuta con este álbum homónimo ideado para repetir la fórmula del éxito que el año anterior había funcionado con Mecano. La producción recae sobre Jorge Álvarez, quien también estuviera a los mandos del primer álbum de Mecano (CBS, 1982), del mismo modo Luis Cobos se encarga de los arreglos. Este trabajo cuenta con una composición de Nacho Cano, “No controles”, que se convierte en el mayor éxito del grupo durante su primera etapa con Vicky Larraz como vocalista y en una de las mejores de toda la trayectoria de Olé Olé.
El resto de composiciones recae fundamentalmente entre la autoría de Gustavo Montesano, como “Adrenalina” y “Dame”, esta junto a Luis Gómez Escolar, que fueron otros de los sencillos extraídos del álbum o Luis Carlos Esteban, como será generalmente a lo largo de la presencia de cada uno de ellos en el grupo. Otro de los sencillos es la versión de la “Habanera” de Georges Bizet, parte de su ópera “Carmen” (1875), titulada “Conspiración”. La canción se filtra a través de arreglos de tecno pop y conserva buena parte de su dramatismo gracias a Vicky,  también se editó una versión en inglés y la canción cosechó un importante éxito en Europa, especialmente en Italia. El álbum llegó a ser disco de oro.

## Lista de canciones
LP Original 1983
| #  | Título                         | Compositor(es)                         | Duración |
| -- | ------------------------------ | -------------------------------------- | -------- |
| 1  | Necesito más                   | Gustavo Montesano                      | 3:35     |
| 2  | En el mayor secreto            | Gustavo Montesano                      | 3:43     |
| 3  | No controles                   | Nacho Cano                             | 4:00     |
| 4  | Alguien                        | Gustavo Montesano                      | 3:42     |
| 5  | Todo mi amor no es para ti     | Luis Carlos Esteban                    | 3:32     |
| 6  | Conspiración                   | Georges Bizet / Luis Gómez Escolar     | 3:23     |
| 7  | Adrenalina                     | Luis Carlos Esteban                    | 2:59     |
| 8  | Mirando la luna por la ventana | Gustavo Montesano                      | 3:59     |
| 9  | Dame                           | Luis Gómez Escolar / Gustavo Montesano | 3:44     |
| 10 | Fantasmas                      | Luis Carlos Esteban                    | 4:20     |

Reedición 2000
| #  | Título                        | Compositor(es)                     | Duración |
| -- | ----------------------------- | ---------------------------------- | -------- |
| 11 | Fantasía dos                  | Luis Carlos Esteban / Nacho Cano   | 2:43     |
| 12 | Es un juego                   | Luis Carlos Esteban                | 4:00     |
| 13 | Conspiracy (Extended version) | Georges Bizet / Luis Gómez Escolar | 5:24     |
| 14 | El ritmo es el escándalo      | Gustavo Montesano / Emilio Estecha | 2:47     |
| 15 | Desátame                      | Gustavo Montesano                  | 2:27     |
| 16 | Dame (Instrumental)           | Gustavo Montesano                  | 5:57     |

Vicky Larraz: Llévatelo todo (Reedición 2015)
| #  | Título                                | Compositor(es)                     | Duración |
| -- | ------------------------------------- | ---------------------------------- | -------- |
| 11 | Es un juego                           | Luis Carlos Esteban                | 4:00     |
| 12 | Fantasía dos                          | Luis Carlos Esteban / Nacho Cano   | 2:43     |
| 13 | Dame (Instrumental)                   | Gustavo Montesano                  | 5:57     |
| 14 | Conspiracy (Extended version)         | Georges Bizet / Luis Gómez Escolar | 5:24     |
| 15 | Desátame                              | Gustavo Montesano                  | 2:27     |
| 16 | El ritmo es el escándalo              | Gustavo Montesano / Emilio Estecha | 2:47     |
| 17 | Moon (Mirando la luna por la ventana) | Gustavo Montesano / B. Nally       | 3:47     |
| 18 | No surrender (No controles)           | Nacho Cano                         | 3:55     |